# Миша Колинс
Миша Колинс (или Миша Димитри Типен Кръшник) е американски актьор и продуцент. Познат е с ролята си на ангела Кастиел в сериалът на The CW „Свръхестествено“. Участва също и в „Луди години“, „Спешно отделение“, „Чародейките“ и др.

## Биография
Колинс е роден на 20 август 1974 г. в Бостън, щата Масачузетс.
Преди да започне да играе е стажант в Белия дом по време на администрацията на Клинтън в кабинета на персонала на президента. Учи в Чикагския университет, където следва социална теория.
Колинс е и поет. Негови стихотворения, сред които Baby Pants и Old Bones, са публикувани в три списания: в изданието на Columbia Poetry Review през 2008 г., Pearl Magazine и The California Quarterly 21.
Миша е активен и в Twitter и нарича своите последователи „любимци“. През декември 2009 г. актьорът се допитва до любимците си за идеи как да стимулира икономиката. В отговор те създават благотворителен сайт – www. TheRandomAct.org. По-късно същия месец печели награда за Най-добър Туитър на 2009 г..
През 2010 г. той и неговите „любимци“ даряват повече от $30 000 на УНИЦЕФ за земетресението в Хаити. Миша създава и благотворителна кампания наречена „Random Acts“, където призовава феновете си да помагат с каквото могат.
На 1 април 2013 г. неговите фенове в Tumblr и Twitter сменят профилните си снимки със снимка на Миша и наричат деня Мишапокалипс.

## Личен живот
На 6 октомври 2001 г. Миша се жени за приятелка си от училище Виктория Ванток. Тя е писателка. Двойката има две деца, син Уест Анаксимандър Колинс (роден на 23 септември 2010) и дъщеря Мейсън Мари Колинс (родена на 25 септември 2012).
Миша има 2 костенурки на име Drydraluxlaloud, а Бони Брай втората.

## „Свръхестествено“
Миша Колинс в ролята на Кастиел играе ангел, който се появява в четвърти сезон и връща Дийн от Ада на земята. Той помага на Дийн и Сам по-късно в опитите си да спрат Апокалипсиса и ги е спасявал в много случаи.
Кастиел е познат като Ангел Господен, но също така и като Ангелът на Четвъртък, той помага на всеки, който е роден или иска помощ на този ден. Друго известно за него е, че той е помощникът, когато животът на някой се променя драстично. Човекът не може да го възприеме в истинската му форма, защото, очите му ще бъдат изгорени. Кастиел е обсебил тялото на мъж молил се за това. Кастиел също символизира есента и е свързан с пастелно зеления цвят.